# Episodi de Le evasioni celebri
| nº | Titolo originale                              | Titolo italiano                            | Prima TV Francia | Prima TV Italia  | Rete |
| -- | --------------------------------------------- | ------------------------------------------ | ---------------- | ---------------- | ---- |
| 1  | L'évasion du duc de Beaufort                  | L'evasione del Duca di Beaufort            | 6 marzo 1972     | 10 marzo 1974    | TSI  |
| 2  | L'évasion du comte de Lavalette               | L’evasione del conte di Lavalette          | 13 marzo 1972    | 27 luglio 1972   | Rai  |
| 3  | Latude ou l'entêtement de vivre               | Un errore di gioventù                      | 20 marzo 1972    | 29 giugno 1975   | TSI  |
| 4  | Attale, esclave gaulois                       | Lo schiavo gallico                         | 27 marzo 1972    | 10 agosto 1972   | Rai  |
| 5  | Le joueur d'échecs                            | Il giocatore di scacchi                    | 3 aprile 1972    | 29 giugno 1972   | Rai  |
| 6  | L'étrange trépas de Monsieur de la Pivardière | La doppia vita del signor de la Pivardière | 10 aprile 1972   | 24 agosto 1972   | Rai  |
| 7  | L'évasion de Casanova                         | L'evasione di Casanova                     | 17 aprile 1972   | 31 marzo 1974    | TSI  |
| 8  | Benvenuto Cellini                             | Benvenuto Cellini                          | 30 ottobre 1972  | 13 luglio 1972   | Rai  |
| 9  | L'enquête de l'inspecteur Lamb                | L'inchiesta dell'ispettore Lamb            | 6 novembre 1972  | 24 febbraio 1974 | TSI  |
| 10 | Le colonel Jenatsch                           | Jürg Jenatsch, l'eroe dei Grigioni         | 13 novembre 1972 | 24 marzo 1974    | TSI  |
| 11 | Le Prince Rakoczi                             | Il principe Rakoczi                        | 20 novembre 1972 | 17 febbraio 1974 | TSI  |
| 12 | Le Condottiere Bartolomeo Colleoni            | Il condottiero Bartolomeo Colleoni         | 27 novembre 1972 | 6 luglio 1975    | TSI  |
| 13 | Jacqueline de Bavière                         | Jacqueline di Baviera                      | 4 dicembre 1972  | 21 ottobre 1974  | Rai  |

## L'evasione del Duca di Beaufort
- Regia di: Christian-Jaque
- Sceneggiatura di: André Castelot
- Interpreti: Georges Descrières, Corinne Marchand, Christiane Minazzoli, Renée Faure, Gérard Hernandez, Jacques Castelot, Robert Dalban, Pierre Bertin, Jean-Marie Bernicat
- Trama: Nel 1643, alla morte di Luigi XIII, la regina Anna d’Austria assume la reggenza con la complicità del cardinale Mazzarino. Il duca di Beaufort complotta contro il cardinale ma viene scoperto e imprigionato nel maschio di Vincennes. Dopo cinque anni il duca di Beaufort riesce a evadere con la complicità dell'amante duchessa di Montbazon.

## L’evasione del conte di Lavalette
- Regia di: Jean-Pierre Decourt
- Sceneggiatura di: Claude Brulé
- Interpreti: Robert Etcheverry, Marianne Comtell, Brigitte Perrin, Pierre Massimi, Sylvie Favre, Jean-Paul Cisife, Jean-Paul Moulinot, Annick Alane, Hubert de Lapparent
- Trama: Lavalette, fedelissimo di Napoleone, dopo la sconfitta di Waterloo viene arrestato e condannato a morte. La sera prima dell'esecuzione la moglie Émilie, recatasi in carcere, si sostituisce al marito che riesce a fuggire da Parigi. Sette anni dopo Lavalette ritorna dall'esilio e riabbraccia moglie e figlia.

## Un errore di gioventù
- Regia di: Jean-Pierre Decourt
- Sceneggiatura di: Henri Kubnick, Jean Cosmos
- Interpreti: Michel Duchaussoy, Jacqueline Huet, Jacques Vérières, Jacques Alric, Gabriel Cattand, Myriam Boyer, Gilbert Damien, Jacques Hilling
- Trama: Nel 1748 Latude, per un equivoco, subisce l'ira della marchesa di Pompadour che lo fa incarcerare nella Bastiglia. Riesce a evadere tre volte, ogni volta ripreso, per tornare finalmente libero nel 1784.

## Lo schiavo gallico
- Regia di: Jean-Pierre Decourt
- Sceneggiatura di: Henri de Turenne
- Interpreti: Jacques Fabbri, Bernard Giraudeau, Michel Vitold, Jacques Balutin, Guy Delorme, Guy Fox, Henri Virlojeux, Loumi Iacobesco, Malka Ribowska, Nicole Elfi
- Trama: Nel 532 il re Clodoveo muore e suo figlio Teodorico, succedutogli, prende in ostaggio Attalo, figlio del conte d’Autain. Gregorio, vescovo di Langres e zio di Attalo, incarica il fedele Leone di far fuggire il nipote. Leone riesce a farsi assumere come cuoco di Teodorico e libera Attalo e la giovane principessa germanica Yseut, di cui nel frattempo si è innamorato.

## Il giocatore di scacchi
- Regia di: Christian-Jaque
- Sceneggiatura di: Henri Kubnick, Jacques Robert, Christian-Jaque
- Interpreti: Zoltán Latinovits, Robert Party, Jacques Castelot, Robert Manuel, István Bujtor, Roger Dumas, Károly Mécs

## La doppia vita del signor de la Pivardière
- Regia di: Jean-Pierre Decourt
- Sceneggiatura di: Henri Kubnick, Albert Simonin, Jean-Pierre Decourt
- Interpreti: Louis Velle, Pierre Vernier, Geneviève Fontanel, Roger Carel, Michel Beaune, Robert Berri, Yvon Bouchard, Hélène Manesse, Nicole Maurey, Germaine Delbat, Catherine Lafond, Édith Loria, Guy Marly, Arlette Poirier, Alexandre Rignault
- Trama: Alla fine del XVII secolo il luogotenente Louis de La Pivardière torna dalla guerra e scopre l'infedeltà della moglie. Il giorno dopo de La Pivardière è scomparso e il suo letto viene trovato insanguinato. Gli investigatori pensano a un uxoricidio e portano la moglie in tribunale. In realtà de La Pivardière ha cambiato identità e si è risposato. Poiché la prima moglie è stata condannata a morte de La Pivardière rivela la verità. Viene quindi arrestato e la moglie ottiene la grazia da re Luigi XIV.

## L'evasione di Casanova
- Regia di: Jean-Pierre Decourt
- Sceneggiatura di: Claude Brulé
- Musiche di: Piero Piccioni
- Interpreti: Ugo Pagliai, Beba Loncar, Paola Gassman, Daniela De Meo, Patrizia Valturri, Arnaldo Momo, Vincenzo Ferro, Ileana Fraja, Anna Mariacher
- Trama: Nel 1755 Giacomo Casanova, dopo anni di viaggi in Europa, torna nella sua Venezia, ma viene arrestato per libertinaggio e pratiche massoniche. Incarcerato ai Piombi di Venezia riesce a fuggire e torna a girovagare per l'Europa.

## Benvenuto Cellini
- Regia di: Marcello Baldi
- Sceneggiatura di: Henri Kubnick, Marcello Baldi, Mimmo Calandruccio
- Musiche di: Piero Piccioni
- Interpreti: Gianni Garko, Patrizia Valturri, Nino Segurini, Maria Pia Nardon, Giorgio Serioni, Mario Scaccia, Giulio Girola, Claudio Gora, Marcello Bonini Olas, Aldo Rendine
- Trama: Nel 1538 Benvenuto Cellini viene arrestato e imprigionato in Castel Sant'Angelo con la falsa accusa di furto di alcuni gioielli di Papa Clemente VII durante il Sacco di Roma. Le accuse venivano dal suo nemico Pier Luigi Farnese, figlio di Papa Paolo III. Cellini riesce ad evadere con l'aiuto degli amici Albertaccio Del Bene e Pantasilea.

## L'inchiesta dell'ispettore Lamb
- Regia di: Tamás Rényi
- Sceneggiatura di: Albert Simonin, Tamás Rényi
- Interpreti: Pierre Huszti, Teri Tordai, Derzo Gaeas, György Bárdy, Ferenc Kállai, Ferenc Bencze, Gábor Koncz, István Dégi, Béla Timár, Árpád Gyenge

## Jürg Jenatsch, l'eroe dei Grigioni
- Regia di: Tony Flaadt
- Sceneggiatura di: Marcello Pagliero
- Interpreti: Michel Baloh, Alexandra Stewart, Françoise Christophe, Yves Brainville, Elio Crovetto, Guido Gagliardi, Siro Panini, Ruggero Donadio, Ezio Sancrotti
- Trama: Nel XVII secolo il colonnello Jürg Jenatsch, originario dei Grigioni, su incarico del duca di Rohan, libera la Valtellina dagli spagnoli.

## Il principe Rakoczi
- Regia di: Károly Makk
- Sceneggiatura di: Henri Noguere
- Interpreti: Philippe March, Lajos Balázsovits, Virág Dőry, Ferenc Bessenyei, Jacino Juhasz, Tibor Bicskey
- Trama: Nel XVIII secolo gli ungheresi si ribellato al dispotismo dell'Imperatore Leopoldo I capeggiati dal principe Rakoczi. Con un tranello gli uomini dell'Imperatore lo arrestano e lo rinchiudono nella fortezza di Wiener Neustadt. La moglie, con la complicità del capo carceriere, riesce a farlo evadere per ritornare in Transilvania.

## Il condottiero Bartolomeo Colleoni
- Regia di: Lionello De Felice
- Sceneggiatura di: Marcello Baldi, Mimmo Calandruccio
- Interpreti: Carlo Cataneo, Maria Pia Nardon, Mario Scaccia, Vincenzo Ferro, Roberto Paoletti, Gianni Marzocchi

## Jacqueline di Baviera
- Regia di: André Soupart
- Sceneggiatura di: Nathan Grigorioff
- Interpreti: Claire Wauthion, Roger Van Hool, Marie-France Colin, Jean Rovis, Julien-Henri Marcant, Jean-Marie Petiniot, Patrick Roegiers, Jean Pascal, Jean Decleux, Étienne Samson, Olivier Monneret, Christian Maillet